# Agromyza nearctica
Agromyza nearctica este o specie de muște din genul Agromyza, familia Agromyzidae, descrisă de Sehgal în anul 1971.
Este endemică în Alberta. Conform Catalogue of Life specia Agromyza nearctica nu are subspecii cunoscute.